# Атлетика на Летњим параолимпијским играма 2016 — 200 метара за мушкарце
Трка на 200 метара за мушкарце, била је једна од 29 дисциплина атлетског програма на Летњим параолимпијским играма 2016. у Рио де Жанеиру, Бразил. Такмичење је одржано од 10. до 17. септембра на Олимпијском стадиону Жоао Авеланж.

## Земље учеснице
Учествовало је 62 такмичара из 30 земље.
1. Азербејџан (1)
2. Ангола (2)
3. Аргентина (3)
4. Бразил (6)
5. Венецуела (1)
6. Грчка (1)
7. Данска (1)
8. Доминиканска Република (1)
9. Индонезија (1)
10. Италија (1)
11. Јужноафричка Република (4)
12. Кенија (1)
13. Кина (4)
14. Колумбија (1)
15. Куба (1)
16. Лесото (1)
17. Мароко (1)
18. Мексико (2)
19. Намибија (2)
20. Немачка (4)
21. Нови Зеланд (2)
22. Перу (1)
23. Португалија (1)
24. САД (8)
25. Турска (1)
26. Узбекистан (2)
27. Уједињено Краљевство (3)
28. Украјина (1)
29. Шпанија (1)
30. Шри Ланка (3)

## Рекорди пре почетка такмичења
(стање 8. септембра 2016)

### Класа Т11
| Рекорди пре почетка Параолимпијских игара 2016.     | Рекорди пре почетка Параолимпијских игара 2016. | Рекорди пре почетка Параолимпијских игара 2016. | Рекорди пре почетка Параолимпијских игара 2016. | Рекорди пре почетка Параолимпијских игара 2016. | Рекорди пре почетка Параолимпијских игара 2016. |
| --------------------------------------------------- | ----------------------------------------------- | ----------------------------------------------- | ----------------------------------------------- | ----------------------------------------------- | ----------------------------------------------- |
| Светски рекорд                                      | 22,41                                           | Дејвид Браун                                    | Сједињене Државе                                | Волнат, САД                                     | 18. април 2014.                                 |
| Параолимпијски рекорд                               | 22,48                                           | Лукас Прадо                                     | Бразил                                          | Пекинг, Кина                                    | 13. септембар 2008.                             |
| Рекорди после завршених Параолимпијских игара 2016. |                                                 |                                                 |                                                 |                                                 |                                                 |
| Параолимпијски рекорд                               | =22,48                                          | Ананиас Шиконго                                 | Намибија                                        | Рио де Жанеиро, Бразил                          | 14. септембар 2016.                             |
| Параолимпијски рекорд                               | 22,44                                           | Ананиас Шиконго                                 | Намибија                                        | Рио де Жанеиро, Бразил                          | 15. септембар 2016.                             |

### Класа Т12
| Рекорди пре почетка Параолимпијских игара 2016. | Рекорди пре почетка Параолимпијских игара 2016. | Рекорди пре почетка Параолимпијских игара 2016. | Рекорди пре почетка Параолимпијских игара 2016. | Рекорди пре почетка Параолимпијских игара 2016. | Рекорди пре почетка Параолимпијских игара 2016. |
| ----------------------------------------------- | ----------------------------------------------- | ----------------------------------------------- | ----------------------------------------------- | ----------------------------------------------- | ----------------------------------------------- |
| Светски рекорд                                  | 21,56                                           | Матеуш Михалски                                 | Пољска                                          | Лондон, Уједињено Краљевство                    | 8. септембар 2012.                              |
| Параолимпијски рекорд                           | 21,56                                           | Матеуш Михалски                                 | Пољска                                          | Лондон, Уједињено Краљевство                    | 8. септембар 2012.                              |

### Класа Т35
| Рекорди пре почетка Параолимпијских игара 2016.     | Рекорди пре почетка Параолимпијских игара 2016. | Рекорди пре почетка Параолимпијских игара 2016. | Рекорди пре почетка Параолимпијских игара 2016. | Рекорди пре почетка Параолимпијских игара 2016. | Рекорди пре почетка Параолимпијских игара 2016. |
| --------------------------------------------------- | ----------------------------------------------- | ----------------------------------------------- | ----------------------------------------------- | ----------------------------------------------- | ----------------------------------------------- |
| Светски рекорд                                      | 24,69                                           | Дмитриј Сафронов                                | Русија                                          | Лион, Француска                                 | 27. јул 2013.                                   |
| Параолимпијски рекорд                               | 26,58                                           | Јуриј Царук                                     | Украјина                                        | Лондон, Уједињено Краљевство                    | 5. септембар 2012.                              |
| Рекорди после завршених Параолимпијских игара 2016. |                                                 |                                                 |                                                 |                                                 |                                                 |
| Параолимпијски рекорд                               | 25,64                                           | Игор Цвиетов                                    | Украјина                                        | Рио де Жанеиро, Бразил                          | 11. септембар 2016.                             |
| Параолимпијски рекорд                               | 25,11                                           | Игор Цвиетов                                    | Украјина                                        | Рио де Жанеиро, Бразил                          | 12. септембар 2016.                             |

### Класа Т42
| Рекорди пре почетка Параолимпијских игара 2016.     | Рекорди пре почетка Параолимпијских игара 2016. | Рекорди пре почетка Параолимпијских игара 2016. | Рекорди пре почетка Параолимпијских игара 2016. | Рекорди пре почетка Параолимпијских игара 2016. | Рекорди пре почетка Параолимпијских игара 2016. |
| --------------------------------------------------- | ----------------------------------------------- | ----------------------------------------------- | ----------------------------------------------- | ----------------------------------------------- | ----------------------------------------------- |
| Светски рекорд                                      | 23,03                                           | Ричард Вајтхед                                  | Велика Британија                                | Лондон, Уједињено Краљевство                    | 23. јул 2016.                                   |
| Параолимпијски рекорд                               | 24,38                                           | Ричард Вајтхед                                  | Велика Британија                                | Лондон, Уједињено Краљевство                    | 1. септембар 2012.                              |
| Рекорди после завршених Параолимпијских игара 2016. |                                                 |                                                 |                                                 |                                                 |                                                 |
| Параолимпијски рекорд                               | 23,07                                           | Ричард Вајтхед                                  | Велика Британија                                | Рио де Жанеиро, Бразил                          | 11. септембар 2016.                             |

### Класа Т43
| Рекорди пре почетка Параолимпијских игара 2016.     | Рекорди пре почетка Параолимпијских игара 2016. | Рекорди пре почетка Параолимпијских игара 2016. | Рекорди пре почетка Параолимпијских игара 2016. | Рекорди пре почетка Параолимпијских игара 2016. | Рекорди пре почетка Параолимпијских игара 2016. |
| --------------------------------------------------- | ----------------------------------------------- | ----------------------------------------------- | ----------------------------------------------- | ----------------------------------------------- | ----------------------------------------------- |
| Светски рекорд                                      | 20,66                                           | Алан Фонтелес Кардосо Оливеира                  | Бразил                                          | Лион, Француска                                 | 21. јул 2013.                                   |
| Параолимпијски рекорд                               | 21,30                                           | Оскар Писторијус                                | Јужна Африка                                    | Лондон, Уједињено Краљевство                    | 1. септембар 2012.                              |
| Рекорди после завршених Параолимпијских игара 2016. |                                                 |                                                 |                                                 |                                                 |                                                 |
| Параолимпијски рекорд                               | 21,06                                           | Лијам Малоне                                    | Нови Зеланд                                     | Рио де Жанеиро, Бразил                          | 12. септембар 2016.                             |

### Класа Т44
| Рекорди пре почетка Параолимпијских игара 2016.     | Рекорди пре почетка Параолимпијских игара 2016. | Рекорди пре почетка Параолимпијских игара 2016. | Рекорди пре почетка Параолимпијских игара 2016. | Рекорди пре почетка Параолимпијских игара 2016. | Рекорди пре почетка Параолимпијских игара 2016. |
| --------------------------------------------------- | ----------------------------------------------- | ----------------------------------------------- | ----------------------------------------------- | ----------------------------------------------- | ----------------------------------------------- |
| Светски рекорд                                      | 21,27                                           | Ричард Броун                                    | Сједињене Државе                                | Доха, Катар                                     | 25. октобар 2015.                               |
| Параолимпијски рекорд                               | 22,49                                           | Арну Фоурие                                     | Јужна Африка                                    | Лондон, Уједињено Краљевство                    | 2. септембар 2012.                              |
| Рекорди после завршених Параолимпијских игара 2016. |                                                 |                                                 |                                                 |                                                 |                                                 |
| Параолимпијски рекорд                               | 22,42                                           | Дејвид Принц                                    | Сједињене Државе                                | Рио де Жанеиро, Бразил                          | 11. септембар 2016.                             |
| Параолимпијски рекорд                               | 22,01                                           | Дејвид Принц                                    | Сједињене Државе                                | Рио де Жанеиро, Бразил                          | 12. септембар 2016.                             |

## Сатница
| Датум               | Време | Класа     | Ниво          |
| ------------------- | ----- | --------- | ------------- |
| 10. септембар 2016. | 18:18 | Т42       | Квалификације |
| 11. септембар 2016. | 11:19 | Т35       | Квалификације |
| 11. септембар 2016. | 19:08 | Т42       | Финале        |
| 11. септембар 2016. | 20:03 | Т43 и Т44 | Квалификације |
| 12. септембар 2016. | 10:50 | Т35       | Финале        |
| 12. септембар 2016. | 19:21 | Т43 и Т44 | Финале        |
| 13. септембар 2016. | 18:45 | Т11       | Квалификације |
| 14. септембар 2016. | 11:51 | Т11       | Полуфинале    |
| 15. септембар 2016. | 17:51 | Т11       | Финале        |
| 16. септембар 2016. | 18:39 | Т12       | Квалификације |
| 17. септембар 2016. | 19:03 | Т12       | Полуфинале    |
| 17. септембар 2016. | 19:31 | Т12       | Финале        |

Сва времена су по локалном времену (UTC+3)

## Освајачи медаља
|                                       |                                             |                                      |
| Класа Т11                             |                                             |                                      |
| Ананиас Шиконго · Намибија            | Фелипе Гомез · Бразил                       | Даниел Силва · САД                   |
| Класа Т12                             |                                             |                                      |
| Leinier Savon Pineda · Куба           | Хилтон Лангенховен · Јужноафричка Република | Махди Афри · Мароко                  |
| Класа Т35                             |                                             |                                      |
| Игор Цвиетов · Украјина               | Фабио да Силва Бордигнон · Бразил           | Хернан Барето · Аргентина            |
| Класа Т42                             |                                             |                                      |
| Ричард Вајтхед · Уједињено Краљевство | Нтандо Махлангу · Јужноафричка Република    | Дејвид Хенсон · Уједињено Краљевство |
| Класе Т43 и Т44                       |                                             |                                      |
| Лијам Малоне · Нови Зеланд            | Хантер Вудхол · САД                         | Давид Бехре · Немачка                |

## Резултати

### Финале

#### Класа Т11
Такмичење је одржано 15.9.2016. годину у 17:51,,
| Пласман | Атлетичар       | Земља    | Класа | Резултат | Белешка |
| ------- | --------------- | -------- | ----- | -------- | ------- |
|         | Ананиас Шиконго | Намибија | Т11   | 22,44    | ПР, ЛР  |
|         | Фелипе Гомез    | Бразил   | Т11   | 22,52    |         |
|         | Данијел Силва   | Бразил   | Т11   | 23,04    |         |
| 4.      | Цетан Фан       | Кина     | Т11   | 23,24    |         |

#### Класe Т12
Такмичење је одржано 17.9.2016. годину у 19:03,,
| Пласман | Атлетичар            | Земља                  | Класа | Резултат | Белешка |
| ------- | -------------------- | ---------------------- | ----- | -------- | ------- |
|         | Leinier Savon Pineda | Куба                   | Т12   | 22,23    |         |
|         | Хилтон Лангенховен   | Јужноафричка Република | Т12   | 22,43    |         |
|         | Махди Афри           | Мароко                 | Т12   | 22,57    | ЛР      |
| 4.      | Мансур Абдирашидов   | Узбекистан             | Т12   | 22,69    |         |

#### Класe Т35
Такмичење је одржано 12.9.2016. годину у 10:35,,
| Пласман | Атлетичар                | Земља                | Класа | езултат | Белешка |
| ------- | ------------------------ | -------------------- | ----- | ------- | ------- |
|         | Игор Цвиетов             | Украјина             | Т35   | 25,11   | ПР, ЛР  |
|         | Фабио да Силва Бордигнон | Бразил               | Т35   | 26,01   | РР, ЛР  |
|         | Хернан Барето            | Аргентина            | Т35   | 26,58   | ЛРС     |
| 4.      | Диего Мартин Гонзалез    | Аргентина            | Т35   | 27,21   |         |
| 5.      | Ајден Јент               | САД                  | Т35   | 27,45   | ЛР      |
| 6.      | Николас Мартин Аравена   | Аргентина            | Т35   | 27,51   | ЛР      |
| 7.      | Џордан Хау               | Уједињено Краљевство | Т35   | 27,62   |         |
| 8.      | Јаков Филипс             | Нови Зеланд          | Т35   | 29,10   |         |

#### Класа Т42
Такмичење је одржано 11.9.2016. годину у 19:08,,
| Пласман | Атлетичар                           | Земља                  | Класа | Резултат | Белешка |
| ------- | ----------------------------------- | ---------------------- | ----- | -------- | ------- |
|         | Ричард Вајтхед                      | Уједињено Краљевство   | Т42   | 23,39    |         |
|         | Нтандо Махлангу                     | Јужноафричка Република | Т42   | 23,77    | РР, ЛР  |
|         | Дејвид Хенсон                       | Уједињено Краљевство   | Т42   | 24,74    |         |
| 4.      | Шакил Венс                          | САД                    | Т42   | 24,86    |         |
| 5.      | Данијел Вагнер                      | Данска                 | Т42   | 25,20    | ЛР      |
| 6.      | Регас Вудс                          | САД                    | Т42   | 25,27    |         |
| 7.      | Anil Prasanna Jayalath Yodha Pedige | Шри Ланка              | Т42   | 25,96    |         |
| 8.      | Uic Abarana Gedara                  | Шри Ланка              | Т42   | 26,68    |         |

#### Класа Т43 и Т44
Такмичење је одржано 12.9.2016. годину у 19:21,,
| Пласман | Атлетичар      | Земља       | Класа | Резултат | Белешка    |
| ------- | -------------- | ----------- | ----- | -------- | ---------- |
|         | Лијам Малоне   | Нови Зеланд | Т43   | 21,06    | ПР, РР, ЛР |
|         | Хантер Вудхол  | САД         | Т43   | 21,12    | ЛР         |
|         | Давид Бехре    | Немачка     | Т43   | 21,41    | РР, ЛР     |
| 4.      | Јоханес Флорс  | Немачка     | Т43   | 21,81    | ЛР         |
| 5.      | Aj Digby       | САД         | Т43   | 21,93    | ЛР         |
| 6.      | Дејвид Принц   | САД         | Т44   | 22,01    | ПР         |
| 7.      | Michail Seitis | Грчка       | Т44   | 23,63    |            |
| 8.      | Феликс Стренг  | Немачка     | Т44   | НЗ       |            |